# Sigismondo Pandolfo Malatesta
Sigismondo Pandolfo Malatesta (19. června 1417 Brescia – 9. října 1468 Rimini) byl italský renesanční velmož a kondotiér, přezdívaný „Vlk z Rimini“.

## Život
Narodil se jako nemanželský syn Pandolfa III. Malatesty († 1427) a Antonie da Barignani. Ve 13 letech vstoupil do armády. Oženil se třikrát, naposledy s Isottou degli Asti, s níž měl jednoho syna, kromě toho zanechal 13 nemanželských dětí. Proslavil se dobyvačnými válkami v regionech Toskánska, Emilia-Romagna a v Benátsku, pod benátskou vlajkou bojoval proti otomanským Turkům. Císařem Zikmundem Lucemburským byl povýšen do šlechtického stavu, v letech 1432–1468 vládl městskému státu Rimini a Fano. Jeho bratr Domenico v téže době ovládal město Cesena.Ve válkách vyhrával díky své strategii, bezohlednosti, momentálním proměnám nepřátel ve spojence a byl podezírán i z travičství. Téměř stálou válku vedl se sousedem Federicem de Montefeltro, který ovládal Urbino a Pesaro. Za papeže Martina V. byl najat za velitele vojska papežského státu. Následující papež Pius II. jej exkomunikoval a Malatesta v posledních bojích svého života ztratil většinu dobytých území. Jeho život na válečném tažení předčasně neukončil boj, ale nákaza.

## Mecenáš umění
Proslul především jako patron umění. Přivedl do Rimini, hlavního města svého státu, mnoho osobností kultury, především výtvarníků a spisovatelů toskánské renesance, na které vždy dokázal získat potřebné finanční prostředky. Financoval především stavbu hradu a katedrály se svou kapli Tempio Malatestiano v Rimini. Pracovali pro něj například architekt Leon Battista Alberti, malíř Piero della Francesca, sochaři a medailéři Niccolo Pisano, di Duccio a Matteo Pasti.

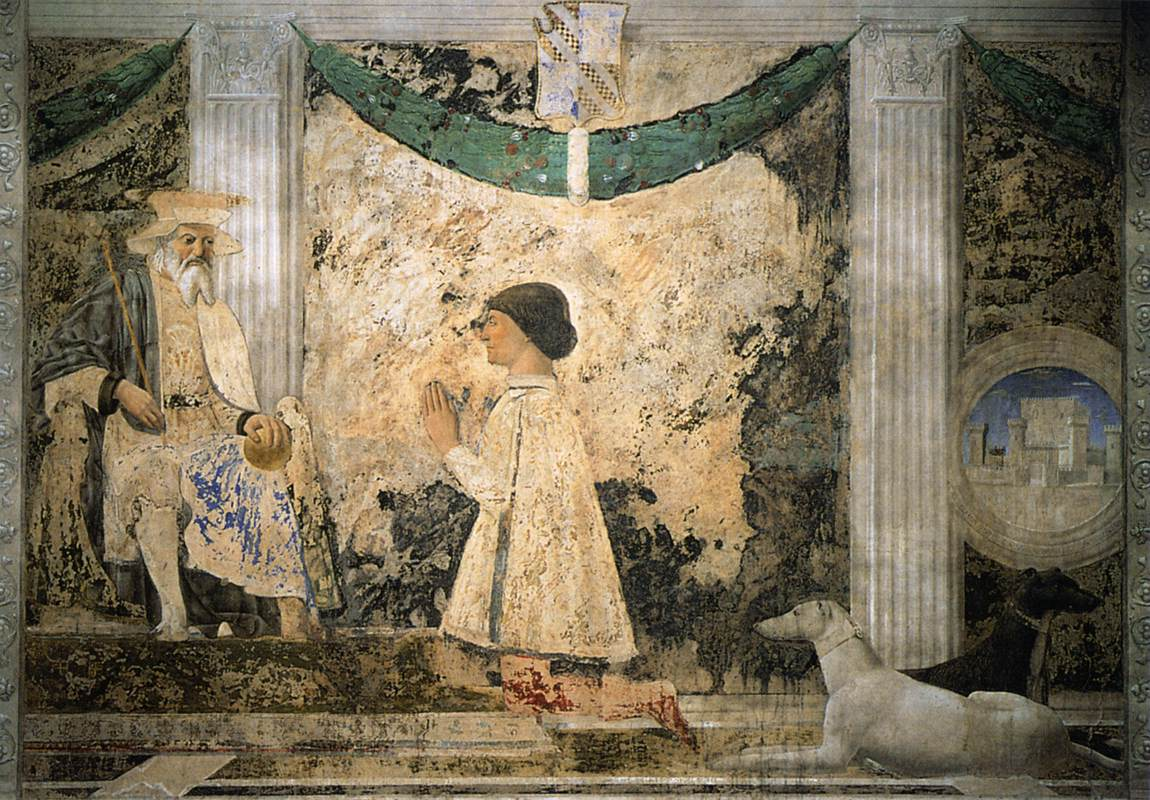
Sigismondo klečící přes císařem Zikmundem, freska 1451